# Mansuphantes gladiola
Mansuphantes gladiola är en spindelart som först beskrevs av Simon 1884.  Mansuphantes gladiola ingår i släktet Mansuphantes och familjen täckvävarspindlar. Inga underarter finns listade i Catalogue of Life.